# Мухарем Индже
Мухарем Индже (на турски: Muharrem İnce) е турски политик. Избиран е четири пъти последователно (през 2002, 2007, 2011 и 2015 г.) като депутат от Републиканската народна партия (CHP), като кандидат излъчен избирателен район Ялова. Два мандата е заместник-председател на парламентарната група на Републиканската народна партия. След загубата на своята партия на президентските избори през 2014 г. подава оставка като заместник-председател на партията и обябява своята кандидатура за председател на Републиканската народна партия, срещу действащия председател Кемал Кълъчдаролу. На 4 май 2018 г. е обявен официално за кандидат за президент от Републиканската народна партия на президентските избори през 2018 г.

## Биография
Роден е в село Елмалък, Яловско, като син на Шериф и Зекийе Индже. Родът му по бащина линия (с помашки или турски произход) идва от района на град Драма (Егейска Македония), а неговата майка произхожда от град Ризе на черноморското крайбрежие на Турция. Завършва университета в Балъкесир – Факултет по педагогика, физика и химия, а по-късно работи като учител по физика и директор на училище. Той е женен и има едно дете.